# Hirata (Yamagata)
Pour les articles homonymes, voir Hirata.
Hirata (平田町, Hirata-machi) était un bourg du district d'Akumi dans la préfecture de Yamagata au nord de l'île de Honshū au Japon. Elle a été intégrée à la ville de Sakata en 2005.
En 2003, la population s'élevait à 7 065 habitants et sa densité était de 39,42 personnes par km². Sa superficie est de 179,22 km2.